# Kristian Middelboe
Kristian Middelboe (Brunnby (Zweden), 24 maart 1881 – Frederiksberg, 20 mei 1965) was een Deens voetballer, die speelde als middenvelder. Middelboe kwam uit voor de Deense club Kjøbenhavns Boldklub, net als zijn jongere broer Nils (1887). Hij was tweemaal voorzitter van de Deense voetbalbond (1935-1940 en 1948-1950). Middelboe overleed op 84-jarige leeftijd.

## Interlandcarrière
Middelboe speelde in totaal vier interlands voor de Deense nationale ploeg, waarmee hij in 1908 deelnam aan de Olympische Spelen in Londen. Daar won de selectie onder leiding van de Engelse bondscoach Charles Williams de zilveren medaille. In de finale, gespeeld op 24 oktober 1908 in het White City Stadium, bleek gastland Engeland met 2-0 te sterk. Middelboe trad bij dat toernooi op als aanvoerder van de Deense selectie, een eer die vier jaar later was weggelegd voor zijn broer Nils.